# Cremenaga
Cremenaga là một đô thị ở tỉnh Varese trong vùng Lombardia, có cự ly khoảng 60 km về phía tây bắc của Milan và khoảng 20 km về phía bắc của Varese, tại biên giới với Thụy Sĩ. Tại thời điểm ngày 31 tháng 12 năm 2004, đô thị này có dân số 780 người và diện tích là 4,6 km².
Đô thị Cremenaga có các frazioni (đơn vị trực thuộc, chủ yếu là các làng) Sasso del Castello, Mirabello, Campagna, Monte Sette Termini (i Bedeloni), và Cascina Porsù.
Cremenaga giáp các đô thị: Cadegliano-Viconago, Cugliate-Fabiasco, Luino, Monteggio (Thụy Sĩ), Montegrino Valtravaglia.